# Jeney Lajos (grafikus)
Jeney Lajos (művészneve Nagyenyedi Lajos; Nagyenyed, 1894. december 23. – Kolozsvár, 1981. január 16.) erdélyi magyar grafikus.

## Életpályája
Középiskolai tanulmányait szülővárosában, az orvosi egyetemet Kolozsvárt végezte, az első világháborús frontszolgálat miatt megszakítással. Az 1920-as évek elejétől a Zsil-völgyi Vulkánban általános orvos, a második világháború után Kolozsvárt üzemorvos a Dermata cipőgyárban.
Rajzai, anyagban kivitelezett grafikái (linómetszetek, rézkarcok, kőrajzok) a temesvári háromnyelvű Nyomdász Évkönyv 1925–26-os évfolyamában tűntek fel először, s ugyancsak 1925-ben jelent meg 60–60 számozott példányban két grafikai munkája Nagyenyedi Lajos tíz eredeti linómetszete (Lupény 1925) és Nagyenyedi Lajos tíz eredeti kőrajza (Kolozsvár 1925) címmel. Szintén 1925-ben nyert díjat a Berde Mária Romuald és Andriána című regényének címlaptervére kiírt pozsonyi pályázaton. 1928-ban illusztrációival jelent meg Sipos Domokos Vajúdó idők című novelláskötete az ESZC kiadásában. Az 1920-as és 1930-as évekből szecessziós fogantatású ex librisei ismertek.